# 4. Festival des politischen Liedes
4. Festival des politischen Liedes es un álbum en directo de canción protesta y folk rock interpretado por artistas de diversas nacionalidades, grabado en 1974 en el contexto de la cuarta versión del Festival de la canción política (en alemán: Festival des politischen Liedes) organizado por la Juventud Libre Alemana (FDJ) en el este de Berlín, en la época de la República Democrática Alemana.
Los únicos intérpretes de habla hispana del álbum son los chilenos Inti-Illimani, Isabel Parra y Patricio Castillo, el uruguayo Daniel Viglietti, y los argentinos Quinteto Tiempo.

## Lista de canciones
| 4 Festival des politischen liedes |                                                                      |                         |                                            |          |  |
| N.º                               | Título                                                               | Música                  | Intérprete                                 | Duración |  |
| 1.                                | «Canción del poder popular»                                          | Julio Rojas, Luis Advis | Inti-Illimani                              | 3:06     |  |
| 2.                                | «Wohin Bringen Sie Den Jungen»                                       |                         | Thermopyles                                | 4:03     |  |
| 3.                                | «Salaspilsz»                                                         |                         | Iskatjeli                                  | 4:28     |  |
| 4.                                | «Alla Mattina con la luna»                                           |                         | Canzoniere Internazionale y Duo di Piadena | 4:31     |  |
| 5.                                | «A desalambrar»                                                      | Daniel Viglietti        | Daniel Viglietti                           | 2:18     |  |
| 6.                                | «Die Ölkonzerne»                                                     |                         | Oktober-Klub                               | 3:38     |  |
| 7.                                | «Lied Von Der Führenden Rolle Der Arbeiterklasse Gegenüber Dem Adel» |                         | Reinhold Andert                            | 1:09     |  |
| 8.                                | «The Winds Are Singing Freedom»                                      |                         | The Sands Family                           | 4:13     |  |
| 9.                                | «Afrika»                                                             |                         | Miriam Makeba                              | 6:45     |  |
| 10.                               | «Por todo Chile»                                                     | Daniel Viglietti        | Isabel Parra, Patricio Castillo            | 2:50     |  |
| 11.                               | «Ruce»                                                               |                         | Mensi Bratri                               | 3:51     |  |
| 12.                               | «Vamos ahora»                                                        |                         | Quinteto Tiempo                            | 4:27     |  |
| 46:19                             |                                                                      |                         |                                            |          |  |